# Tieling
Tieling is een stadsprefectuur in het noorden van de noordoostelijke provincie Liaoning, Volksrepubliek China.